# Василије Склир
Василије Склир ( грч. Βασίλειος Σκληρός   ) је био византијски аристократа и гувернер провинције почетком 11. века.
Василије је био син магистра Романа Склира Magister officiorum, сина побуњеничког генерала Варде Склира који је постао блиски саветник цара Василија II ( в. 976–1025 ).  
Оженио се Пулхеријом, сестром будућег цара Романа III Аргира (в. 1028–1034 ). Пар је имао ћерку, која се већ за време владавине цара Василија II удала за другог будућег цара, Константина IX Мономаха ( в. 1042–1055 ). 
Сам Василије се први пут помиње за време владавине цара Константина VIII ( в. 1025–1028 ), када је имао чин патрикија .   За то време дошао је у сукоб са Пресијаном, гувернером Букеларске теме, који је ескалирао до те мере да су разменили ударце. Цар Константин VIII је оба човека протерао на Принчевска острва : једног на острво Плате, другог на Оксеју. Склир је оптужен да је планирао бекство и због тога је ослепљен ; према Јовану Скилици, Пресијан је за длаку избегао исту судбину и сам, али је уместо тога пуштен. 
Међутим, када је цар Роман III дошао на престо, Василије је рехабилитован и унапређен у магистра .   Према једном гледишту, он је даље унапређен у весте и добио место стратега Анатоличке теме .  Чини се да је у неком тренутку такође био у завери против свог зета, пошто је и њега и његову жену цар Роман III протерао из Константинопоља . 
Арогантност Василија Склира и његових рођака, који су владали својим имањима готово као независни господари, оштро је критикована у Пеири савременог правника Евстатија Ромаја . 